# امامیار حسن‌اف
امامیار حسن‌اف (زادهٔ ۱۹۷۵) موسیقی‌دان و نوازندهٔ کمانچه اهل جمهوری آذربایجان است.

## زندگی هنری
امامیار فکرت اوغلی حسن‌اف، مشهور به امامیار حسن‌اف، در خانواده‌ای از نوازندگان در شهر مردکان در باکو به دنیا آمد. عشق پدرش فیکرات حسن‌اف به موسیقی، خواهرش قمری، برادرش روفت و امامیار حسن‌اف را به موسیقی کشاند. او از هفت سالگی نوازندگی کمانچه را آغاز کرد و در کودکی به عنوان سولیست ارکستر ملی آذربایجان به روی صحنه رفت.
امامیار حسن‌اف در دبیرستان شماره ۱۲۳ به نام حاجی زین‌العابدین تقیف در مردکان تحصیل کرد. وی همچنین در کلاس کمانچهٔ مدرسه موسیقی شماره ۱۷ در مردکان و سپس در سال ۱۹۹۰ در کالج موسیقی آصف زینالی تحصیل کرد. وی در آن‌جا با استادان مشهور کمانچه مانند نوروزوف و عارف اسدالله‌اف آشنا شد و به تحصیل پرداخت. سال ۱۹۹۵، - ۲۰۰۰ در آکادمی موسیقی Uzeyir Hajibeyli باکو مطالعات خود را ادامه داد. او تحصیلات خود را در مقطع کارشناسی ارشد موسیقی ملی آذربایجان در کنسرواتوار باکو به اتمام رساند. حسن‌اف پس از اتمام تحصیلات در آکادمی موسیقی باکو در سال ۲۰۰۰ به ایالات متحده نقل مکان کرد. وی در حال حاضر در سانفرانسیسکو، آمریکا زندگی می‌کند.

## فعالیت هنری
امامیار حسن اف از سال ۲۰۱۲ مدیر جشنواره جهانی موسیقی سان فرانسیسکو بوده‌است. ۲۰۱۳، در این جشنواره یک پروژه با نام «کلاسهای جهانی» را به اجرا گذاشت. هدف از این پروژه دعوت از هنرمندان موسیقی ملی از سراسر جهان به کلاسهای آمریکا و آموزش موسیقی ملی به دانش آموزان است. حسن اف آهنگ «گوی-گُل» اثر آهنگساز مشهور آذربایجانی فکرت امیرف را از دوم تا کلاس دوازدهم به زبان آذربایجانی تدریس کرد. وی همچنین در پنج دبیرستان سن فرانسیسکو موسیقی آذربایجانی را می‌آموزد.
در آوریل ۲۰۱۳، در دانشکده موسیقی دانشگاه استنفورد، دوره ای با عنوان «موسیقی و فرهنگ آذربایجانی» راه اندازی شد. برای اولین بار در یکی از معتبرترین دانشگاه‌های آمریکا، امامیار حسن‌اف، دروس موسیقی موسیقی آذربایجانی را تدریس می‌کند. در طول تحصیل، دانشجویان با میراث فرهنگی آذربایجان آشنا شده و همچنین موسیقی را با سازهای موسیقی آذربایجانی می‌نوازند.
حسنف کلاس‌های کارشناسی ارشد و همین‌طور کنسرت‌هایی در دانشگاه‌های شناخته شده آمریکا برگزار می‌کند. او که موسیقی آذربایجانی و ساز کمانچهٔ را اجرا می‌کند، در دانشگاه‌های استنفورد، جولیان، ایندیانا، جورج واشینگتن، دانشگاه‌های جورج تاون و دبیرستان‌های سن فرانسیسکو تدریس کرده‌است.
علاوه بر ایالات متحده، امامیار حسنف در بسیاری از کشورها از جمله ترکیه، یونان، ایران و اسرائیل ترانه‌ها را به طرز ماهرانه ای اجرا و معرفی کرده‌است از جمله (ترانه کوچه‌لر، گیردیم یارین باخچاسینا، لاچین، ساری گلین و …) و همچنین آثار آهنگسازانی چون سعید رستمف، توفیق قلیف، فکرت امیرف، و …). همچنین در شهرک شهوت در جنوب اسرائیل، در سال ۲۰۱۲، آهنگ ملی ما " لاچین " توسط امامیار حسنف به همراه گروه "Anna RF" به سرود.
حسن‌اف یکی از هنرمندان حاضر در پروژه «راه ابریشم» بود و سابقه همکاری با هنرمندان ایرانی مانند حمید متبسم و پژمان حدادی را دارد. وی در اردیبهشت ۱۳۹۶ در کنسرتی با عنوان «محبت بی‌پایانم» به همراه بابک خادمی، در تالار رودکی تهران به روی صحنه رفت. او همچنین در سال ۱۳۹۶، به همراه ارکستر فیلارمونیک تهران در تالار وحدت به اجرای برنامه پرداخت.

## آلبوم‌ها
امامیار حسنف با هنرمند عالی‌رتبه چنگیز صادقف چندین اثر موسیقایی مشترک عالی دارند. در سپتامبر سال ۲۰۱۵ هر دو هنرمند آلبوم «عشق بی‌نهایت»، در سال ۲۰۰۶ «گنج کشف نشده کمانچه»، «هایران» و «شمس» را در سال ۲۰۱۱، «صدای درون من» و «گذر به سپیده دم» در سال ۲۰۱۷ را منتشر کردند و همین‌طور آلبوم‌های «بوزلاک / سه‌گاه / چهارگاه» در سال ۲۰۱۸ منتشر شده‌است.